# Caroline Schneider (Schauspielerin)
Caroline Schneider (* 9. September 1984 in Dresden) ist eine deutsche Theater- und Filmschauspielerin.

## Leben
Caroline Schneider ist Tochter der Schauspielerin Heike Thiem-Schneider. Sie beendete 2004 das Gymnasium und ging vorerst nach Hamburg, wo sie für die ARD-Serie „St. Angela“ drehte. Anschließend bekam sie ein Stipendium der Filmschauspielschule Berlin und absolvierte dort 2008 ihr Schauspielstudium mit Diplom und Aufnahme in die ZAV. Danach gastierte sie an verschiedenen Theatern, unter anderem an den „Uckermärkischen Bühnen Schwedt“, wo sie mit dem Stück „Sonjas Entscheidung“ zum Theatertreffen in Dessau eingeladen war. 2013 bis 2014 war Schneider festes Ensemblemitglied der Deutschen Bühne Ungarn (DBU).

## Filmografie (Auswahl)
- 1996: Unser Charly (1 Folge)
- 2003: Schloss Einstein (8 Folgen)
- 2004: Familie Dr. Kleist (1 Folge)
- 2004: St. Angela (? Folgen)
- 2004: Das Kanzleramt (1 Folge)
- 2009: Kill Your Darling
- 2014: A berni követ
- 2020: Krauses Umzug

## Theater und Bühne
- 2008: Habakuk Schmauch, Hauptrolle: Kätchen, Event Theater Brandenburg
- 2009: Peter Pan, Rollen: Glöckchen, Smee, Tiger Lilli, Schatten, Komödie am Altstadtmarkt Braunschweig
- 2010–2012: Sonja’s Entscheidung, Hauptrolle: Sonja, Uckermärkische Bühnen Schwedt (ubs)
- 2011: Nils Holgersson, Rolle: Mutter, Akka, Komödie am Altstadtmarkt
- 2013–2014: Diverse, Deutsche Bühne Ungarn